# 圣桑坦德莫尔斯
圣桑坦德莫尔斯（法語：Saint-Santin-de-Maurs，法語發音：[sɛ̃ sɑ̃tɛ̃ də mɔʁs]，意为“莫尔斯的圣桑坦”）是法国康塔尔省的一个市镇，属于欧里亚克区。

## 地理
圣桑坦德莫尔斯（44°39'3"N, 2°12'58"E）面积14.52 平方千米，位于法国奥弗涅-罗讷-阿尔卑斯大区康塔爾省，该省份为法国中南部省份，位于法國中央高原中心，北起科雷兹省、上盧瓦爾省和多姆山省，西接洛特省和科雷兹省，南至阿韦龙省和洛特省，东临上盧瓦爾省和洛泽尔省。
与圣桑坦德莫尔斯接壤的市镇（或旧市镇、城区）包括：圣桑坦、蒙米拉、勒特里尤卢、塞莱河畔巴尼亚克、蒙特雷东、圣康斯坦-富尔努莱斯。

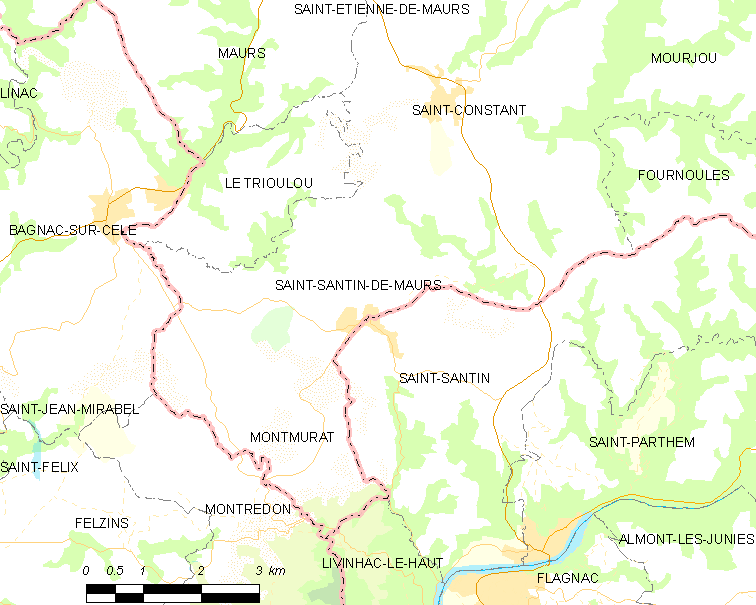
圣桑坦德莫尔斯的OSM定位图

圣桑坦德莫尔斯的时区为UTC+01:00、UTC+02:00（夏令时）。

## 行政
圣桑坦德莫尔斯的邮政编码为15600，INSEE市镇编码为15212。

## 政治
圣桑坦德莫尔斯所属的省级选区为莫尔斯县。

## 人口

1962-2008年间圣桑坦德莫尔斯人口变化图示

圣桑坦德莫尔斯于2022年1月1日时的人口数量为365人。